# サンネ・レーデルマン
スザンネ・レーデルマン（Susanne Ledermann、1928年10月8日 - 1943年11月19日）はアンネ・フランクの友人のユダヤ人少女・ホロコースト犠牲者である。愛称はサンネ。

## 短い生涯
弁護士フランツ・レーデルマンとその妻イルゼの間の次女としてベルリンに生まれた。姉にバーバラがいる。　レーデルマン一家はナチ党が政権を獲得した1933年にドイツを出国してアムステルダム・ザウト地区（nl）のメルヴェデプレイン31番地へ移住した。サンネの父フランツは同じくドイツから逃れてきたユダヤ人のハンス・ホースラル（ハンネリ・ホースラルの父）とともにメルヴェデプレインでユダヤ人移民のための相談所を起こした。
メルヴェデプレイン37番地にはアンネ・フランクの一家が暮らしていた。近所で暮らす同年代のユダヤ人少女3人、アンネ、ハンネ、サンネはすぐに親しい友人となった。メルヴェデプレインの他の子供たちからアンネ、ハンネ、サンネの3人組などと呼ばれたという。ちなみにサンネの姉バーバラはアンネの姉マルゴットの親友であった。
サンネ、ハンネ、アンネは同じモンテッソーリ・スクールに通っていたが、ドイツ軍がオランダを占領した後にユダヤ人がユダヤ人学校へ編入されるようになるとサンネはアンネやハンネとは別のユダヤ人学校に入ることとなった。しかしその後もサンネはアンネの親しい友人であり続け、一緒に「小熊座マイナス2」というピンポンのクラブを作るなどしている。
親衛隊がザウト地区で大規模なユダヤ人狩りを行っていた1943年6月20日にレーデルマン一家は出頭命令を受けた。一家は手をつないで出頭先に向かったが、この際に姉バーバラだけは妹サンネの手を離して逃げ出している。一説には、バーバラのみ出頭命令の直前に、タイミングよく自宅を出ていたともいう。サンネと父母はヴェステルボルク通過収容所からアウシュヴィッツ＝ビルケナウ強制収容所へ移送され、到着直後の1943年11月19日にガス室で殺害された。

## 姉バーバラ
一方、出頭を免れたバーバラ・レーデルマン(1925生まれ)は偽造パスポートを持ち、バルバラ・ヴァールツの名で恋人の助けを借りてアムステルダムに潜伏。両親や妹がヴェステルボルク通過収容所にいる間は手紙をやりとりしたり、仕送りを行ったりしていた。戦後まで生き延び、オランダへの帰化に失敗したのち親戚のいるアメリカ・ニューヨークへ移住してダンサー・女優になった。その後、ノーベル医学賞を受賞する生物学者マーティン・ロッドベルと結婚してい。現在もノースカロライナ州で暮らしている。